# Bahnstrecke Montpelier Junction–Williamstown
| Gesellschaft: | WACR                 |                                               |                                               |
| |                      |                                               |                                               |
| Streckenlänge: | 24 km                |                                               |                                               |
| Spurweite: | 1435 mm (Normalspur) |                                               |                                               |
| |                      |                                               |                                               |
| \| \| \| \| \| \| \| \| von Burlington \| \| \| \| 0,0 \| Montpelier-Barre VT (Amtrak-Halt) \| Montpelier-Barre VT (Amtrak-Halt) \| \| \| \| nach Windsor (Montpelier Junction) \| \| \| \| \| Dog River \| \| \| \| \| Interstate 89 \| \| \| \| 2 \| Montpelier VT (bis 1875) \| Montpelier VT (bis 1875) \| \| \| \| Winooski River \| \| \| \| 2,3 \| Montpelier VT (CV-Bahnhof) \| Montpelier VT (CV-Bahnhof) \| \| \| \| Winooski River (North Branch) \| \| \| \| \| Montpelier VT (M&WR-Bahnhof) \| \| \| \| \| nach Wells River \| \| \| \| \| Winooski River \| \| \| \| \| Straßenbahn Montpelier–Barre \| \| \| \| \| Winooski River \| \| \| \| \| Verbindung zur Strecke Montpelier–Wells River \| \| \| \| \| Winooski River \| \| \| \| \| Verbindung zur Strecke Barre Transfer–Barre \| \| \| \| \| Stevens Branch River \| \| \| \| \| Straßenbahn Montpelier–Barre \| \| \| \| \| Barre Junction (CV) \| \| \| \| \| Stevens Branch River \| \| \| \| \| von Barre Transfer \| \| \| \| 12,9 0,0 \| Barre VT \| Barre VT \| \| \| \| nach Graniteville \| \| \| \| \| Stevens Branch River \| \| \| \| 7,2 \| South Barre VT \| South Barre VT \| \| \| \| Stevens Branch River \| \| \| \| 14,0 \| Williamstown VT \| Williamstown VT \| |                      |                                               |                                               |
| |                      |                                               |                                               |
| Strecke |                      | von Burlington                                | von Burlington                                |
| Bahnhof | 0,0                  | Montpelier-Barre VT (Amtrak-Halt)             | Montpelier-Barre VT (Amtrak-Halt)             |
| Abzweig geradeaus, nach rechts und von rechts |                      | nach Windsor (Montpelier Junction)            | nach Windsor (Montpelier Junction)            |
| Brücke über Wasserlauf |                      | Dog River                                     | Dog River                                     |
| Strecke mit Straßenbrücke |                      | Interstate 89                                 | Interstate 89                                 |
| Abzweig geradeaus und ehemals nach links · Kopfbahnhof Streckenende und quer (Strecke außer Betrieb) | 2                    | Montpelier VT (bis 1875)                      | Montpelier VT (bis 1875)                      |
| Brücke über Wasserlauf |                      | Winooski River                                | Winooski River                                |
| ehemaliger Bahnhof | 2,3                  | Montpelier VT (CV-Bahnhof)                    | Montpelier VT (CV-Bahnhof)                    |
| Brücke über Wasserlauf |                      | Winooski River (North Branch)                 | Winooski River (North Branch)                 |
| ehemaliger Bahnhof |                      | Montpelier VT (M&WR-Bahnhof)                  | Montpelier VT (M&WR-Bahnhof)                  |
| Abzweig geradeaus und ehemals nach links |                      | nach Wells River                              | nach Wells River                              |
| Brücke über Wasserlauf |                      | Winooski River                                | Winooski River                                |
| Kreuzung (Querstrecke außer Betrieb) |                      | Straßenbahn Montpelier–Barre                  | Straßenbahn Montpelier–Barre                  |
| Brücke über Wasserlauf |                      | Winooski River                                | Winooski River                                |
| Abzweig geradeaus und nach links |                      | Verbindung zur Strecke Montpelier–Wells River | Verbindung zur Strecke Montpelier–Wells River |
| Brücke über Wasserlauf |                      | Winooski River                                | Winooski River                                |
| Abzweig ehemals geradeaus und nach links |                      | Verbindung zur Strecke Barre Transfer–Barre   | Verbindung zur Strecke Barre Transfer–Barre   |
| Brücke über Wasserlauf (Strecke außer Betrieb) |                      | Stevens Branch River                          | Stevens Branch River                          |
| Kreuzung (Strecken außer Betrieb) |                      | Straßenbahn Montpelier–Barre                  | Straßenbahn Montpelier–Barre                  |
| Abzweig geradeaus und nach links (Strecke außer Betrieb) · Strecke von rechts (außer Betrieb) |                      | Barre Junction (CV)                           | Barre Junction (CV)                           |
| Strecke (außer Betrieb) · Brücke über Wasserlauf (Strecke außer Betrieb) |                      | Stevens Branch River                          | Stevens Branch River                          |
| Strecke (außer Betrieb) · Abzweig ehemals geradeaus und von links |                      | von Barre Transfer                            | von Barre Transfer                            |
| Strecke (außer Betrieb) · Dienststation / Betriebs- oder Güterbahnhof | 12,9 0,0             | Barre VT                                      | Barre VT                                      |
| Strecke (außer Betrieb) · Strecke nach links |                      | nach Graniteville                             | nach Graniteville                             |
| Brücke über Wasserlauf (Strecke außer Betrieb) |                      | Stevens Branch River                          | Stevens Branch River                          |
| Bahnhof (Strecke außer Betrieb) | 7,2                  | South Barre VT                                | South Barre VT                                |
| Brücke über Wasserlauf (Strecke außer Betrieb) |                      | Stevens Branch River                          | Stevens Branch River                          |
| Kopfbahnhof Streckenende (Strecke außer Betrieb) | 14,0                 | Williamstown VT                               | Williamstown VT                               |

Die Bahnstrecke Montpelier Junction–Williamstown ist eine Eisenbahnstrecke in Vermont (Vereinigte Staaten). Sie ist 24 Kilometer lang und verbindet die Städte Montpelier, Barre und Williamstown. Die Strecke ist nur noch zwischen Montpelier Junction und einem Punkt nördlich von Barre in Betrieb und gehört der Washington County Railroad, die den Güterverkehr betreibt. Der Personenverkehr ist eingestellt.

## Geschichte

### Bau des ersten Abschnittes
Als Mitte der 1840er Jahre die Vermont Central Railroad die Streckenführung ihrer Hauptstrecke vom Connecticut River zum Lake Champlain festlegte, entschied man sich zur Anbindung der Stadt Northfield, die die Heimatstadt des Besitzers der Bahngesellschaft war, und gegen die direkte Anbindung der Hauptstadt des Bundesstaats, Montpelier. Von einem Punkt westlich der Stadt, am Zusammenfluss von Dog River und Winooski River, wo die Strecke entlangführen sollte, plante man jedoch, eine etwa zwei Kilometer lange Stichstrecke nach Montpelier zu bauen, wo die durchlaufenden Züge Kopf machen mussten. Die Strecke wurde mit einem Gleisdreieck an die Hauptstrecke angeschlossen und ging am 20. Juni 1849 in Betrieb. Der Bahnhof in Montpelier lag zunächst am Südufer des Winooski River, weit abseits des Stadtzentrums. Schon nach wenigen Jahren wurden die durchlaufenden Züge auf der Hauptstrecke nicht mehr über Montpelier geleitet, sondern in Montpelier Junction ein Personenbahnhof eingerichtet, wo in einen Pendelzug umgestiegen werden musste, der im Anschluss an alle Züge der Hauptstrecke verkehrte.

### Verlängerung nach Barre
Die Montpelier and White River Railroad war Anfang der 1870er Jahre gegründet worden, um Montpelier mit dem Tal des White River bei Royalton zu verbinden und so doch noch den Hauptstreckenverkehr durch die Stadt Montpelier zu leiten und zugleich die Stadt Barre an das Schienennetz anzubinden. 1873 eröffnete die Montpelier and Wells River Railroad ihre Bahnstrecke Montpelier–Wells River. Der Bahnhof dieser Gesellschaft lag im Stadtzentrum, das von der Strecke durchquert wurde. Die Montpelier&White River baute einen Endbahnhof westlich des Wells-River-Bahnhofs, vereinbarte aber mit der Montpelier&Wells River eine Mitbenutzung ihrer Strecke vom Endbahnhof bis zu einem Punkt östlich der Stadt, wo die eigene Strecke nach Barre abzweigen sollte. Die aus der Vermont Central hervorgegangene Central Vermont Railroad (CV) wollte nun ihrerseits eine Gleisverbindung zu diesen Strecken herstellen. Aus Platzgründen kam ein gemeinsamer Bahnhof nicht in Betracht. Die Strecke nach Barre wurde 1875 eröffnet, gleichzeitig ging die Verbindungsstrecke vom bisherigen Endbahnhof der Central Vermont in Betrieb. Die CV pachtete die Montpelier&White River und führte den Betrieb. Die Züge fuhren von Montpelier Junction bis nach Barre durch.

### Verlängerung nach Williamstown
Die weitere Verlängerung gestaltete sich aus topographischen und Kostengründen schwierig. Das Gelände südlich von Barre steigt steil an und um auf Spitzkehren oder enge Kurven verzichten zu können, musste man westlich an Barre vorbei. Man verlängerte die Strecke daher nicht vom Bahnhof Barre aus, sondern von einem Abzweig westlich der Stadt, Barre Junction. 1888 ging der Abschnitt bis Williamstown in Betrieb. Die Züge nach Williamstown fuhren rückwärts aus dem Bahnhof Barre heraus bis zum Abzweig, um dann vorwärts in die Strecke einfahren zu können. Die Anlage eines Gleisdreiecks war verworfen worden. Der Weiterbau bis Royalton unterblieb jedoch, da die finanzielle Situation der Bahngesellschaft den Bau nicht mehr erlaubte.

### Weitere Entwicklung
1889 hatte die Montpelier&Wells River eine eigene Strecke nach Barre eröffnet, die parallel und in Sichtweite zur CV-Strecke verlief. 1898 kam noch die Straßenbahn Montpelier–Barre hinzu, die ebenfalls zumeist in Sichtweite der beiden Eisenbahnstrecken der Landstraße folgte. Die CV-Züge waren jedoch die einzige Verbindung zur CV-Hauptstrecke, wo Expresszüge nach New York, Boston und Montréal abfuhren. Dadurch war der Personenverkehr auf der CV-Strecke rege. Dies war auch der Grund, warum der Personenverkehr auf der Strecke der Montpelier&Wells River bereits 1928 eingestellt wurde. Die Straßenbahn war schon im Jahr zuvor stillgelegt worden. Inzwischen wurden jedoch Linienbusse eingeführt, die bis Montpelier Junction fuhren. Dies führte 1938 zur Einstellung des Personenverkehrs auf der Eisenbahnstrecke. Der Güterverkehr zwischen South Barre und Williamstown war spärlich und endete 1939, woraufhin dieser Abschnitt stillgelegt wurde.
1950 legte die Bahngesellschaft auch die Strecke von Barre Junction bis South Barre still. Die parallele Bahnstrecke war inzwischen von der Montpelier and Barre Railroad übernommen worden, die 1957 auch die CV-Bahnstrecke von Montpelier Junction nach Barre kaufte. Sofort baute man Verbindungsgleise am Gleisdreieck Barre Transfer der Montpelier&Barre sowie nördlich von Barre ein. Die Züge befuhren ab 1958 von Montpelier bis zu diesem Punkt nördlich von Barre nahe dem heutigen Vermont Shopping Center nur noch die ehemalige CV-Strecke, von dort bis Barre fuhren sie über die Montpelier&Barre-Strecke. Die jeweils parallelen Gleise wurden stillgelegt.
1980 stellte die Montpelier&Barre den Betrieb ein und beantragte die Stilllegung der Strecke. Der Bundesstaat war jedoch an einer Schienenanbindung seiner Hauptstadt interessiert und kaufte kurzerhand die Strecke. Sie wurde an die Washington County Railroad verpachtet, die am 17. November 1981 den Güterverkehr wieder aufnahm. Als am 28. Juni 1998 der Lokschuppen in Montpelier zusammen mit den beiden Loks der Gesellschaft sowie Dienstfahrzeugen und Wartungseinrichtungen abbrannte, musste die Bahngesellschaft den Betrieb einstellen. Zunächst übernahm ab 2. Februar 1999 der CV-Nachfolger New England Central Railroad die Betriebsführung der Strecke, gab sie jedoch am 8. September an den Bundesstaat ab. Die Vermont Railway übernahm nun vorläufig die Betriebsführung, kaufte jedoch in der Folge die Washington County Railroad auf, die daraufhin neue Ausstattung bekam und die Strecke ab 2000 wieder in eigener Regie betreiben konnte.

## Betrieb
Der Fahrplan vom 19. Oktober 1913 sah zwischen Montpelier und Barre an Werktagen acht und an Sonntagen sechs Zugpaare vor. Drei werktäglichen Züge verkehrten darüber hinaus bis Williamstown. Alle Züge verkehrten bis und ab Montpelier Junction an der CV-Hauptstrecke und hatten Anschluss an Züge der Hauptstrecke. Die Reisezeit zwischen Montpelier und Williamstown betrug etwa 45 bis 60 Minuten.
Nach dem Fahrplan vom 24. September 1933 gab es damals wie schon 1913 acht werktägliche und sechs sonntägliche Zugpaare zwischen Montpelier und Barre, jedoch fuhr nur noch ein Zugpaar an Werktagen bis Williamstown. Durch einen längeren Aufenthalt in Barre hatte sich die Gesamtreisezeit von Montpelier nach Williamstown auf 70 Minuten verlängert, in die andere Richtung benötigte der Zug sogar 85 Minuten.

## Streckenbeschreibung
Die Strecke beginnt im Gleisdreieck Montpelier Junction, wo sie von der Bahnstrecke Windsor–Burlington abzweigt. Sie führt zunächst ostwärts parallel zum Winooski River. Kurz vor Montpelier, dort wo sich heute die Montpelier High School befindet, lag bis 1875 der Endbahnhof der Strecke. Im Oktober 1899 wurde das Gelände noch einmal kurz genutzt. Im Rahmen einer Feier für George Dewey, zu der Tausende Besucher aus allen Richtungen mit Sonderzügen nach Montpelier strömten, baute die Central Vermont einen provisorischen zwölfgleisigen Abstellbahnhof für Personenwagen und Loks. Die Bahnstrecke überquert hier erstmals den Winooski River und durchfährt das Zentrum von Montpelier. Die Bahnhöfe der Central Vermont und der Montpelier&Wells River lagen westlich bzw. östlich der Brücke über den North Branch River. Die Brücke selbst gehörte der Montpelier&Wells River. Das Gleisvorfeld des Bahnhofs dieser Gesellschaft begann bereits am westlichen Brückenkopf, sodass hier zwei gedeckte Holzbrücken errichtet wurden. Heute sind beide Bahnhöfe überbaut und die Strecke führt eingleisig durch die Stadt. Die beiden Holzbrücken sind einer einfachen Stahlträgerbrücke gewichen.
Die Strecke führt nun zunächst am nördlichen Ufer des Winooski weiter. Östlich des Bahnübergangs Granite Street zweigte die Hauptstrecke der Montpelier&Wells River in Richtung Wells River ab. Sie verbleibt am nördlichen Flussufer, während die Strecke Richtung Williamstown den Fluss überquert und ein kurzes Stück am Südufer weiterführt, ehe der Fluss erneut überquert wird. Direkt auf diese Brücke biegt die Strecke nach Süden ab. Eine Gleisverbindung zur ehemaligen Montpelier&Wells River-Strecke stellt heute die Anbindung eines Industriegebiets her. 
Die Trasse überquert erneut den Winooski und verläuft nun parallel zum Stevens Branch River. In Höhe des heutigen Vermont Shopping Centers befindet sich ein weiteres Verbindungsgleis zur Montpelier&Wells River-Strecke. Ab hier ist die Strecke nach Williamstown stillgelegt. Die folgende Brücke über den Stevens Branch trägt heute einen Fußweg. Die Bahnstrecke führt weiter parallel zum Stevens Branch und trifft nach einigen hundert Metern auf die Staatsstraße 62, die ab hier als mehrspurige Schnellstraße auf der ehemaligen Bahntrasse bis nach Barre gebaut wurde.
Vom Abzweig Barre Junction führt die Trasse der Bahnstrecke weiter südwärts. Einige Abschnitte der Trasse sind nach der Stilllegung überbaut worden. Ab dem ehemaligen Bahnübergang der Fairview Street liegt heute ein Radweg auf der Trasse. Dieser endet an der Bridge Street, die Bahnstrecke überquerte hier über eine nicht mehr vorhandene Brücke den Stevens Branch erneut. Nach der Brücke bis kurz vor den Endbahnhof in Williamstown ist die Bahntrasse heute durch die Staatsstraße 14 belegt. In Williamstown erinnert nur noch die Depot Street (Bahnhofstraße) an die Eisenbahn.